# 알렉상드르 비다
알렉상드르 비다(프랑스어: Alexandre Bida, 1813년 10월 3일~1895년 1월 2일)는 프랑스의 화가, 삽화가이다.

## 생애
비다는 1813년 툴루즈에서 태어났다. 오리엔탈리즘 예술을 전공하였고, 외젠 들라크루아 밑에서 그림을 배웠다. 그러다 그는 정밀함과 완벽함에 대한 예술적 안목을 바탕으로 곧 자신만의 스타일을 발전시켰다. 비다는 젊은 시절에 이집트, 그리스, 튀르키예, 레바논, 팔레스타인을 여행하며 작업했다. 그는 1847년과 1861년 사이에 연 전시회로 유명해졌다. 그는 또한 성경의 삽화를 그리기도 했으며 성경 삽화가로서 1873년에 Les Saints Evangeles를 출판했다. 그가 그린 28개의 에칭으로 4개의 복음서의 질이 높아졌다.
비다는 그의 작품을 통해 그리스도를 경건하고 세련되고 품위 있고 강하게 만드는 진리와 천재성을 갖고 있다고 평가 받는다. 그는 1895년 82세의 나이로 당시 독일 제국의 영토였던 불에서 사망했다.

## 작품

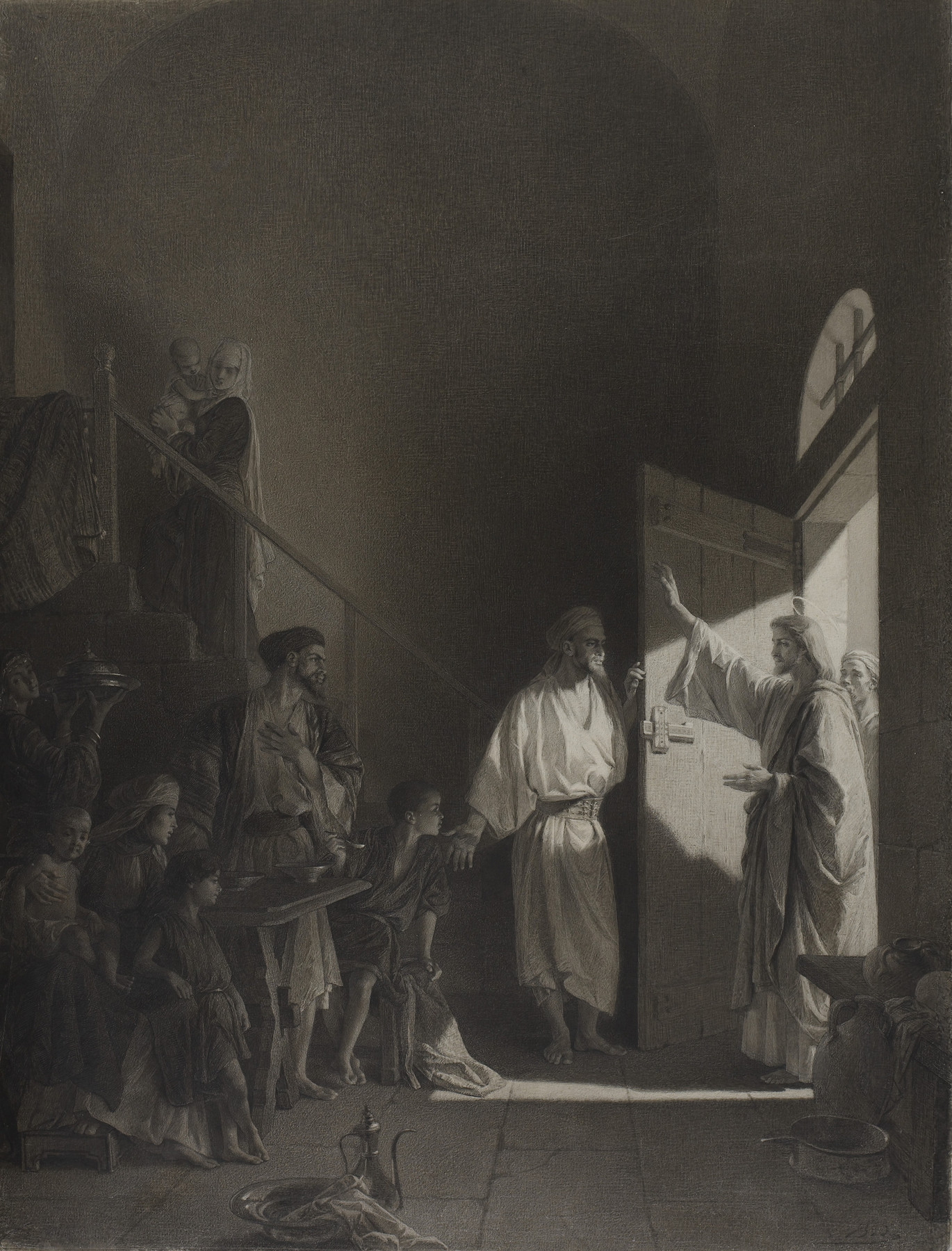
《그리고 예수께서 말씀하셨습니다: 이 날은 구원의 날입니다. 이 집에 오십시오》, 크레용 종이, 62.8 × 48 cm, 종이에 크레용. 월터스 미술관
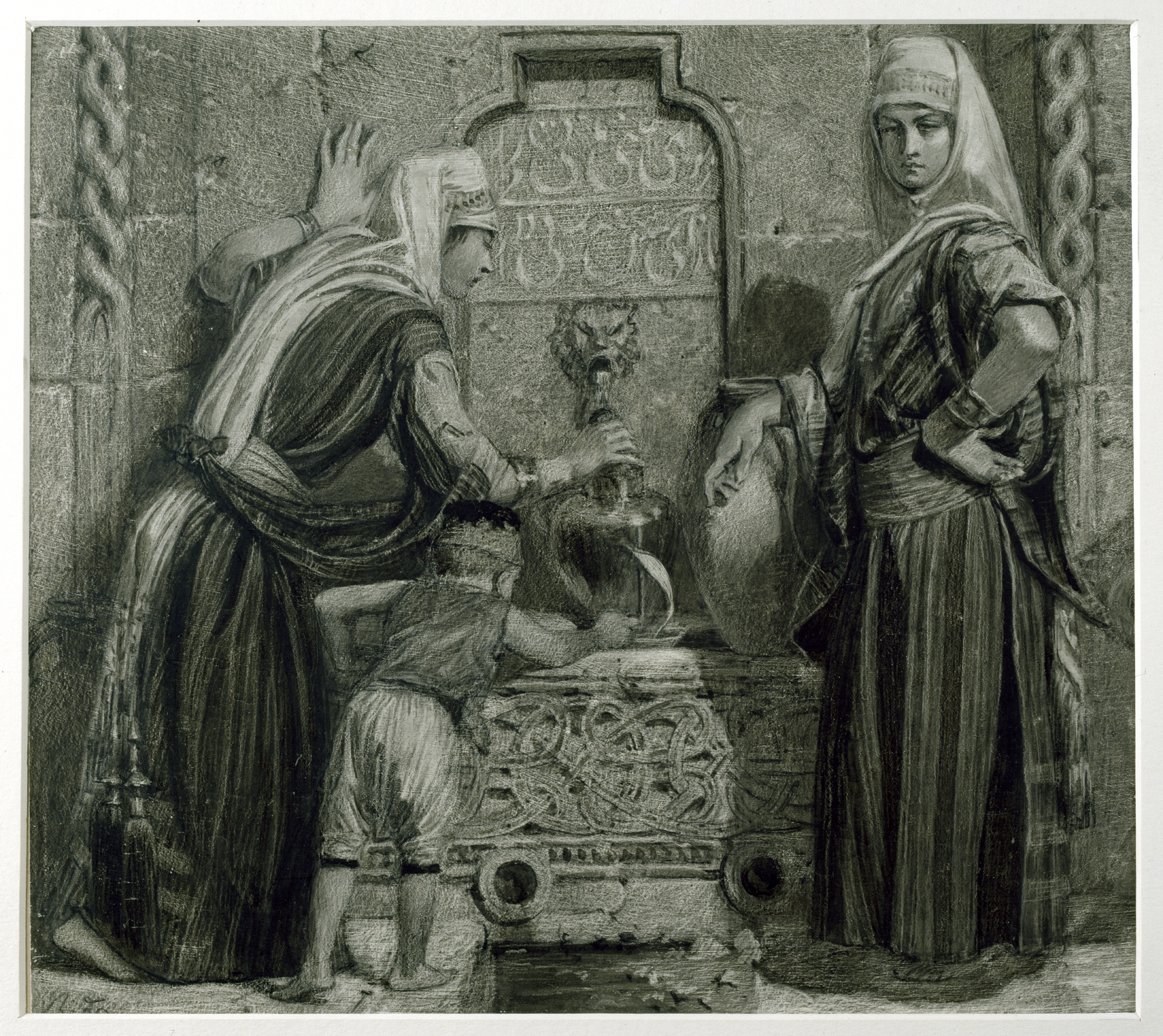
《분수에서》, 19세기, 크림 위에 긁힌 자국이 있는 잉크, 22.7 x 25.2 cm. 월터스 미술관
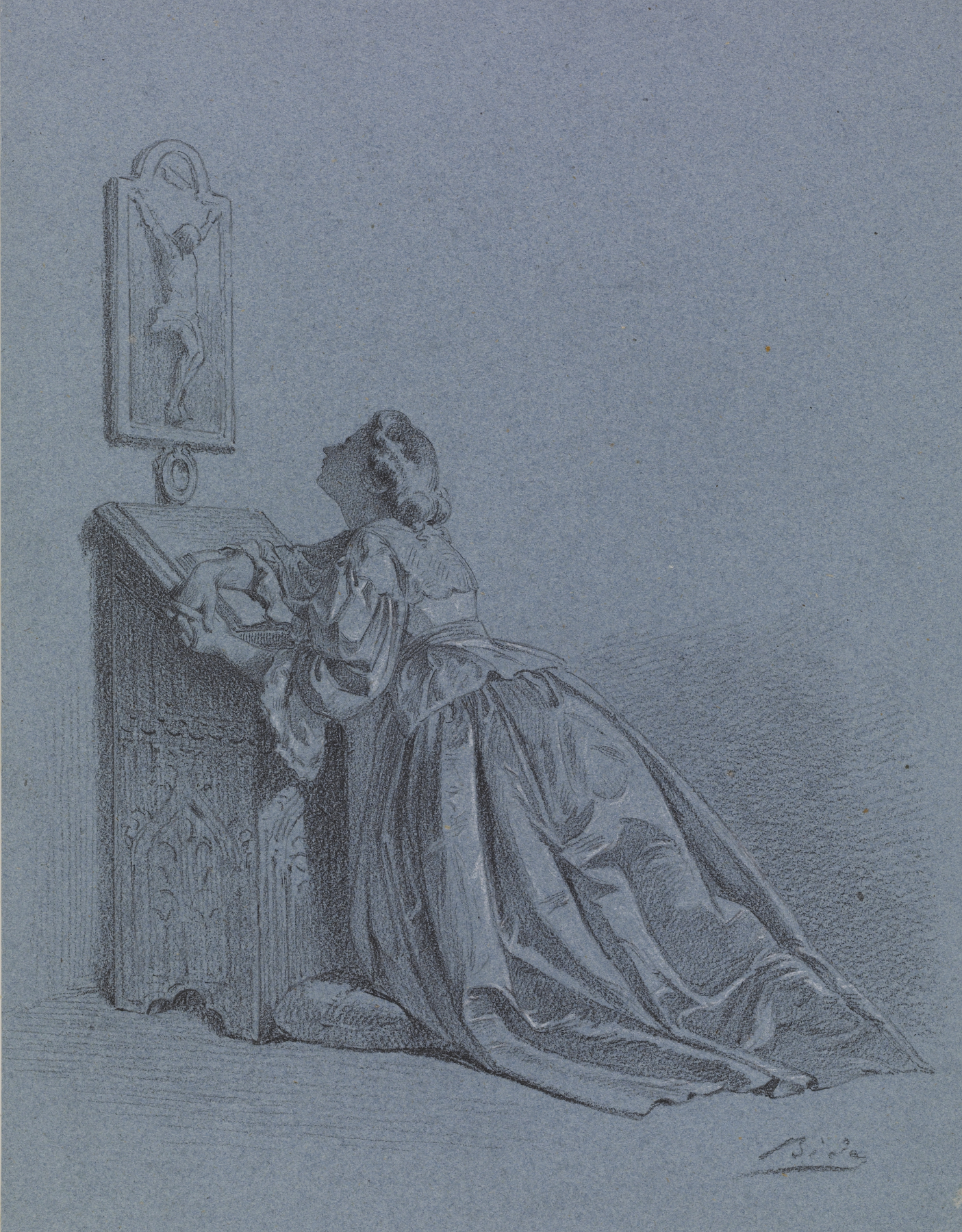
《프리디외에서 무릎을 꿇은 여성》, 1865년
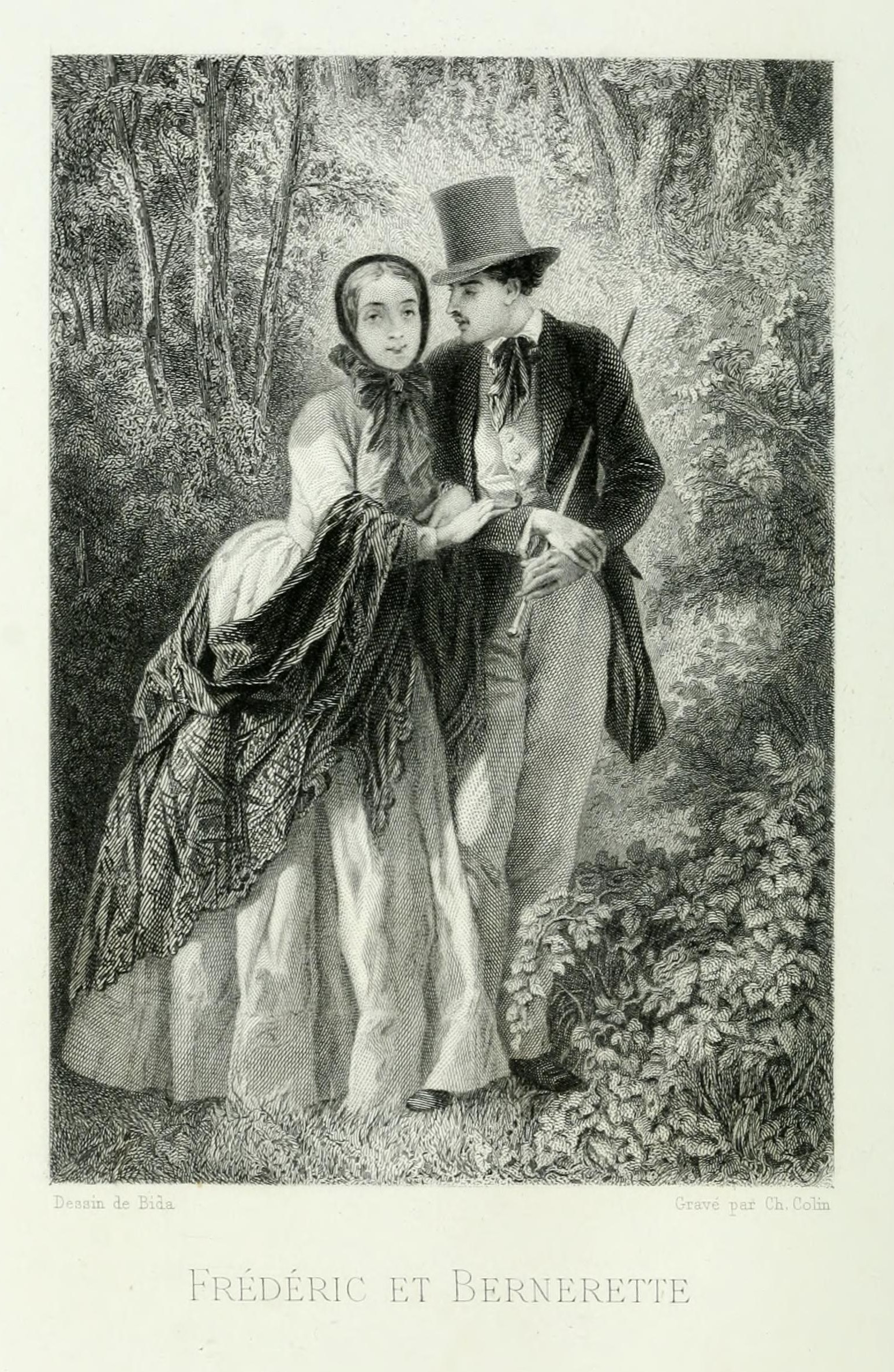
《프레데릭과 베르네렛》
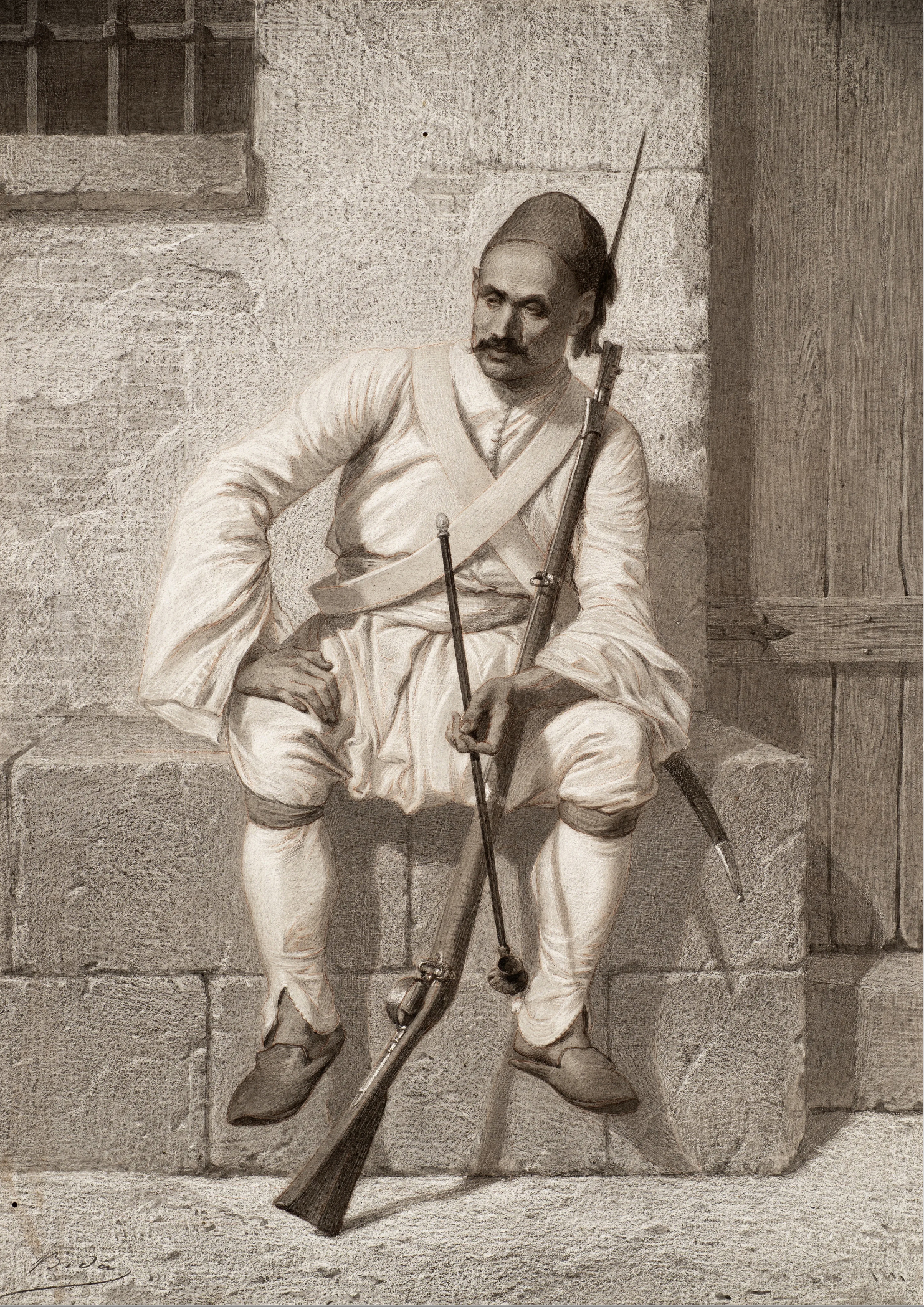
알바니아 군인
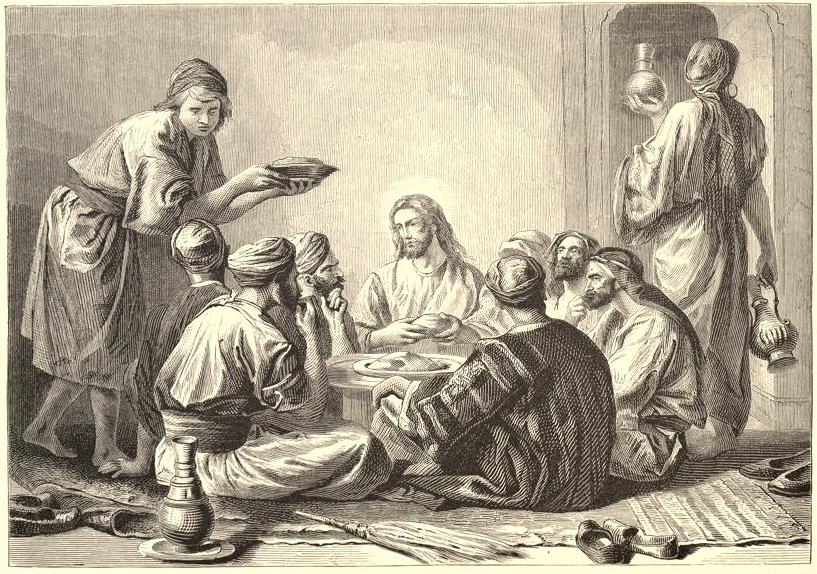
《죄인들과 세리들과 함께 식사하시는 예수님》
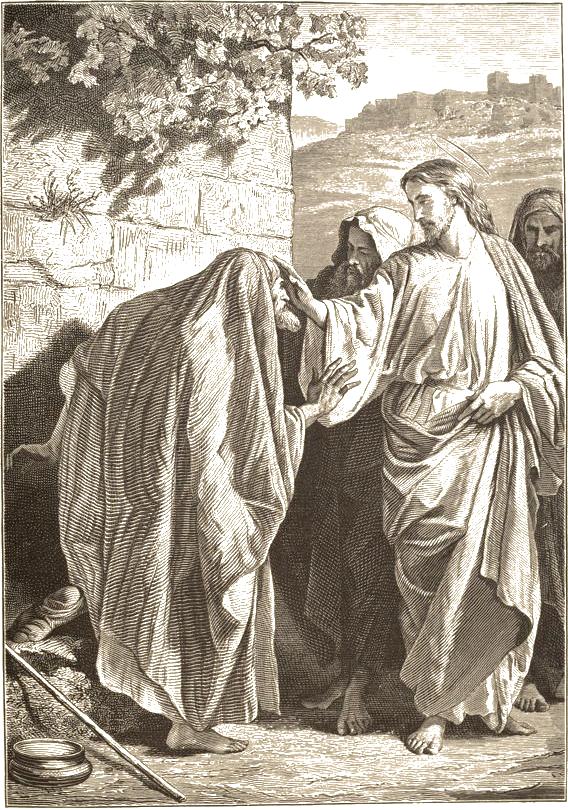
《예수께서 나병환자를 고치시다》
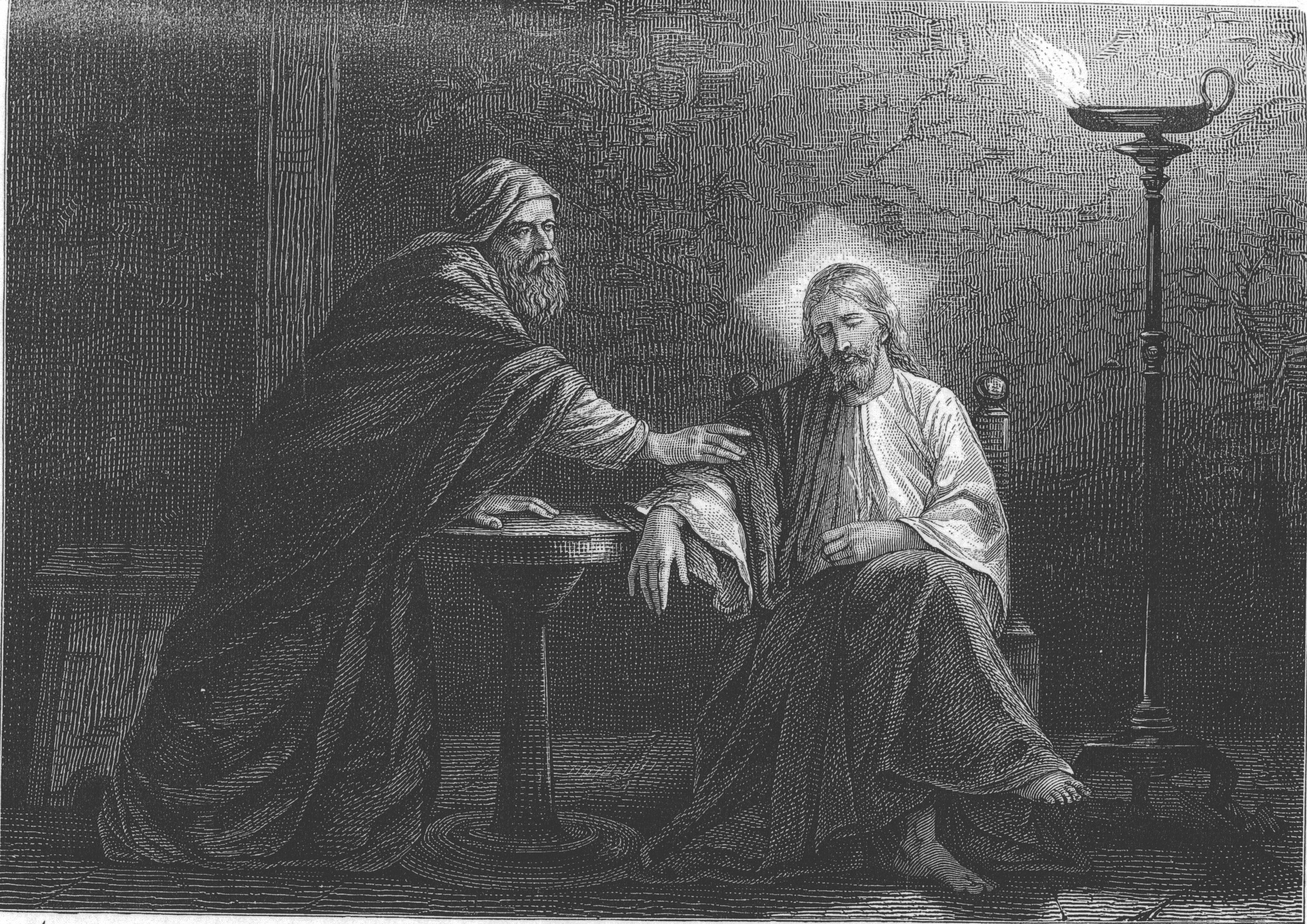
《예수와 니고데모》, 1874년